# Nakna pistolen 33⅓: Den slutgiltiga förolämpningen
Nakna pistolen 33⅓: Den slutgiltiga förolämpningen är en amerikansk komedifilm från 1994, regisserad av Peter Segal. Filmen är baserad på TV-serien Police Squad! och är uppföljaren till Den nakna pistolen 2 ½: Doften av rädsla från 1991. Detta blev den sista filmen om Frank Drebin och hans kolleger, den otursförföljde Nordberg (O.J. Simpson) och polischefen Ed (George Kennedy).

## Handling
Den klumpige polisen Frank Drebin (Leslie Nielsen) lyckas på något sätt alltid lösa sina fall trots att han väldigt sällan har någon koll på vad han sysslar med.

Frank Drebin har gått i pension. Men hans kolleger Nordberg och Ed behöver hans hjälp med att fånga terroristen Rocco (Fred Ward). Oscarsgalan hotas av en bomb och naturligtvis rycker Frank Drebin ut och gör sitt bästa för att stoppa Rocco. 
Flera kändisar spelar sig själva på Oscarsgalan, bland andra Raquel Welch, Pia Zadora, "Weird Al" Yankovic, Vanna White och James Earl Jones.

## Roller
Flera kändisar har cameoframträtt i filmen, både nämnda och icke nämnda i eftertexterna.
Som sig själv:
- Shannen Doherty – är inte med i eftertexterna
- Olympia Dukakis – är inte med i eftertexterna
- Morgan Fairchild – är inte med i eftertexterna
- Elliott Gould – är inte med i eftertexterna
- Mariel Hemingway – är inte med i eftertexterna
- Florence Henderson
- James Earl Jones – är inte med i eftertexterna
- Mary Lou Retton
- Raquel Welch – är inte med i eftertexterna
- Vanna White
- "Weird Al" Yankovic  (framträdde tidigare i Den nakna pistolen som sig själv och i Den nakna pistolen 2½ som misshandlare på polisstationen)
- Pia Zadora

Mindre roller:
- Joe Grifasi som TV-regissör för Academy Awards (framträdde tidigare som Pier 32 Dockman i Den nakna pistolen)
- Ann B. Davis som "Alice" från The Brady Bunch (i eftertexterna som sig själv)
- Marc Alaimo som lastbilsföraren
- R. Lee Ermey som vakten i cafeterian – är inte med i eftertexterna
- Julie Strain som dominatrix

Många av stjärnorna som cameoframträdde, men inte är med i eftertexterna (Elliot Gould, James Earl Jones, Raquel Welch och Morgan Fairchild) gästskådespelade i avsnitt från de två första säsongerna av Lois & Clark, då Mariel Hemingway spelade i Stålmannen i kamp för freden.

## Internationella titlar
- Frankrike – Y a-t-il un flic pour sauver Hollywood ? (Kan någon polis rädda Hollywood?) eller L'agent fait la farce 33⅓: L'insulte finale
- Spanien: Agárralo como puedas 33⅓: El insulto final (Fånga den medan du kan 33⅓: Den slutgiltiga förolämpningen)
- Mexiko, Venezuela – ¿Y dónde está el policía? 33⅓ (Och vart tog polisen vägen? 33⅓)
- Argentina - La pistola desnuda 33⅓ - El insulto final (Nakna pistolen 33⅓: Den slutgiltiga förolämpningen)
- Brasilien - Corra, Que A Polícia Vem Aí 33⅓: O Insulto Final (Spring, poliserna är på väg 33⅓: Den slutgiltiga förolämpningen)
- Italien – Una pallottola spuntata 33⅓: l'insulto finale (Nakna pistolen 33⅓: Den slutgiltiga förolämpningen)
- Finland – Mies ja alaston ase 33 1/3
- Serbien - Goli Pištolj 33⅓: Poslednja uvreda (Nakna pistolen 33⅓: Den slutgiltiga förolämpningen)
- Tyskland - Die nackte Kanone 33 1/3